# Euphyia quadristrigata
Euphyia quadristrigata är en fjärilsart som beskrevs av Achille Guenée 1858. Euphyia quadristrigata ingår i släktet Euphyia och familjen mätare. Inga underarter finns listade i Catalogue of Life.